# البعض يذهب للمأذون مرتين (فلم)
البعض يذهب للمأذون مرتين هو فيلم مصري أُنتج عام 1978، من تأليف فاروق صبري وإخراج محمد عبد العزيز وبطولة عادل إمام، نور الشريف، ميرفت أمين، لبلبة، سمير غانم، جورج سيدهم وغيرهم.

## قصة الفيلم
تدور أحداث الفيلم عن الغيرة الزوجية في إطار كوميدي، وحول الأزواج الذين يعانون من أزمات داخل بيوتهم. يعاني الدكتور ممدوح من غيرة زوجته منى الشديدة عليه رغم حبه وإخلاصه لها، أما شقيقه مسعود فتنشغل عنه زوجته محاسن بمشاكل البيت والأولاد.

## الممثلون
- عادل إمام (مسعود)
- آمال رمزي
- ميمي جمال (سونيا)
- جليلة محمود
- لبلبة (محاسن)
- ميرفت أمين (منى)
- جورج سيدهم (منصور)
- سلامة إلياس
- هناء الشوربجي (علياء)
- سمير غانم (عزت)
- عبد الحميد المنير
- نور الشريف (د.ممدوح)
- أميمة سليم
- جميل راتب
- إبراهيم عبد الرزاق
- كريم عبد العزيز (طفل)

## وصلات خارجية
- مقالات تستعمل روابط فنية بلا صلة مع ويكي بيانات